# Свобода (песня ДДТ)
«Свобода» — песня российской рок-группы ДДТ. Была написана Юрием Шевчуком в 1997 году для программы «Мир номер ноль».

## История
Песня была написана Юрием Шевчуком во время написания песен для новой программы «Мир номер ноль» в 1997 году. Первоначально называлась «Болото», а первая версия песни вошла в так называемый «Деревенский альбом» — демозапись альбома «Мир номер ноль», сделанную Ю. Шевчуком и К. Шумайловым.
— ... А «Свобода» — наверное, о том, что все истины мы поймем только тогда, когда закончим жизнь в своем теле. И только тогда, перейдя черту, мы будем действительно свободны — именно в том понимании, к которому мы все стремимся. Но это не значит, что жить не нужно… Жить нужно! Я, наверное, ответил вам, да? На самом деле, объяснять песню очень неумно с моей стороны. Можно вспомнить историю с Львом Николаевичем Толстым, когда к нему пришла гимназистка и спросила его: «Лев Николаевич, извините, а о чем все-таки ваш роман «Война и мир»?» Лев Николаевич ответил: «Мне легче написать его заново».
Репетиция песни для программы была показана в программе «Белая полоса» 1997 года. Черновые студийные записи «Свободы» начались летом 1998 года во время записи альбома «Мир номер ноль», однако из-за жёсткой концепции альбома вошла с доработками в более лиричный альбом «Метель августа», вышедший в феврале 2000 года. Также вошла в сольный альбома Юрия Шевчука «Два концерта. Акустика» в 2001 году.
В 2000 году исполнялась на концерте памяти Дюши Романова. Эту версию песни можно найти на совместном альбоме групп «ДДТ» и «Ленинград» — «Песни для друга. Часть 2». Этот концерт стал одним из последних для бывшего скрипача группы, Никиты Зайцева.
В 2004 году вошла в фильм-концерт по программе «Мир номер ноль». Также в 2004 году был издан фильм-концерт «Два концерта. Акустика», однако песня «Свобода» была вырезана из него. Фильм-концерт в полной версии был показан по ТВС.
— Я её редко пою, потому что для меня это очень личная песня. Она кровно связана с 90-ми, — со всеми этими путчами, войнами... До 1990 года понятие “свобода” было для меня чем-то светлым, нежным, чистым, хорошим, а в 90-е приобрело трагический оттенок. И в песню это все вошло. Мне недавно сказали, что Солженицын как бы передал мне привет: он сказал, что еще никогда не слышал, чтобы это слово было так спето или вообще произнесено. Это, конечно, высокая оценка. Я был очень рад.

## В записи участвовали
«Метель августа»
- Юрий Шевчук — вокал, автор, колокола;
- Вадим Курылёв — гитары, хор;
- Игорь Доценко — литавры, тарелки, колокола, хор;
- Константин Шумайлов — клавишные, семплеры, хор;
- Павел Борисов — бас-гитара, хор;

«Два концерта. Акустика»
- Юрий Шевчук — вокал, гитара
- Вадим Курылёв — гитара